# Нова Оржиця
Нова́ О́ржиця — село в Україні, у Броварському районі Київської області. Населення становить 317 осіб.
1859 - хутір Оржицький (Безбородьки) - 162 двори, 1328 жителів.
1912 - Оржицько-Безбородьківський хутір, 2064 мешканця.
З 2020 входить до складу Згурівської селищної громади.